# Ace Bhatti
Ace Bhatti (ur. 1971) – brytyjski aktor filmowy i telewizyjny.

## Filmografia
seriale
- 1995: Band of Gold jako Dez
- 1999: Kleopatra (serial telewizyjny) jako Scepticial Citizen
- 2008 - 2011: Przygody Sary Jane jako Haresh Chandra
- 2011: Na granicy cienia jako Dowódca Khokar

film
- 1995: Młody Indiana Jones - Prawe oko jako Porucznik
- 2001: Miłość czy pieniądze? jako Ali
- 2005: Cold Blood jako Ajay Roychowdury
- 2009: Życzenie 143 jako Konsultant